# Panel de conexiones

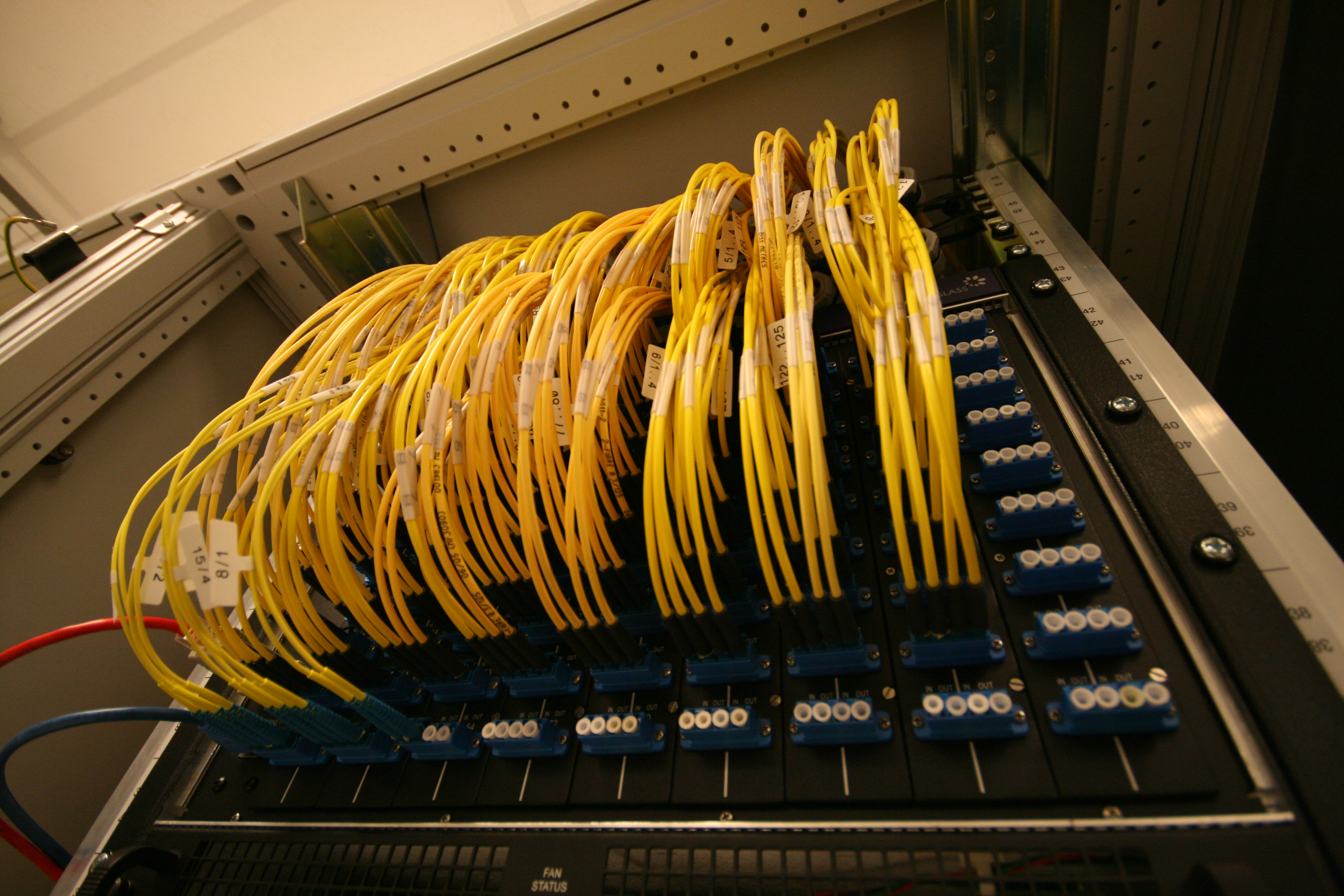
Panel de conexiones de fibra óptica de AMS-IX.

Un panel de conexiones (patch panel), también denominado bahía de rutas, es el elemento encargado de recibir todos los cables del cableado estructurado. 
También se puede definir como paneles donde se ubican los puertos de una red o extremos (analógicos o digitales) de una red, normalmente localizados en un bastidor o rack de telecomunicaciones. Todas las líneas de entrada y salida de los equipos (computadoras, servidores, impresoras, entre otros) tendrán su conexión a uno de estos paneles. 
Sirve como organizador de las conexiones de la red, para que los elementos relacionados de la red de área local (LAN) y los equipos de conectividad puedan ser fácilmente incorporados al sistema, y además los puertos de conexión de los equipos activos de la red (switch, router, etc.) no tengan daños por el constante trabajo de retirar e introducir los conectores en sus puertos.
Son paneles electrónicos utilizados en algún punto de una red informática o sistema de comunicaciones (analógico o digital) en donde terminan todos los cables de red.
Aclaración: el panel de conexiones que se describió es para uso en redes de computadoras. También existen paneles de conexiones para uso en interconexión de equipos de audio, habitualmente en estudios de grabación o de emisoras de radio. 

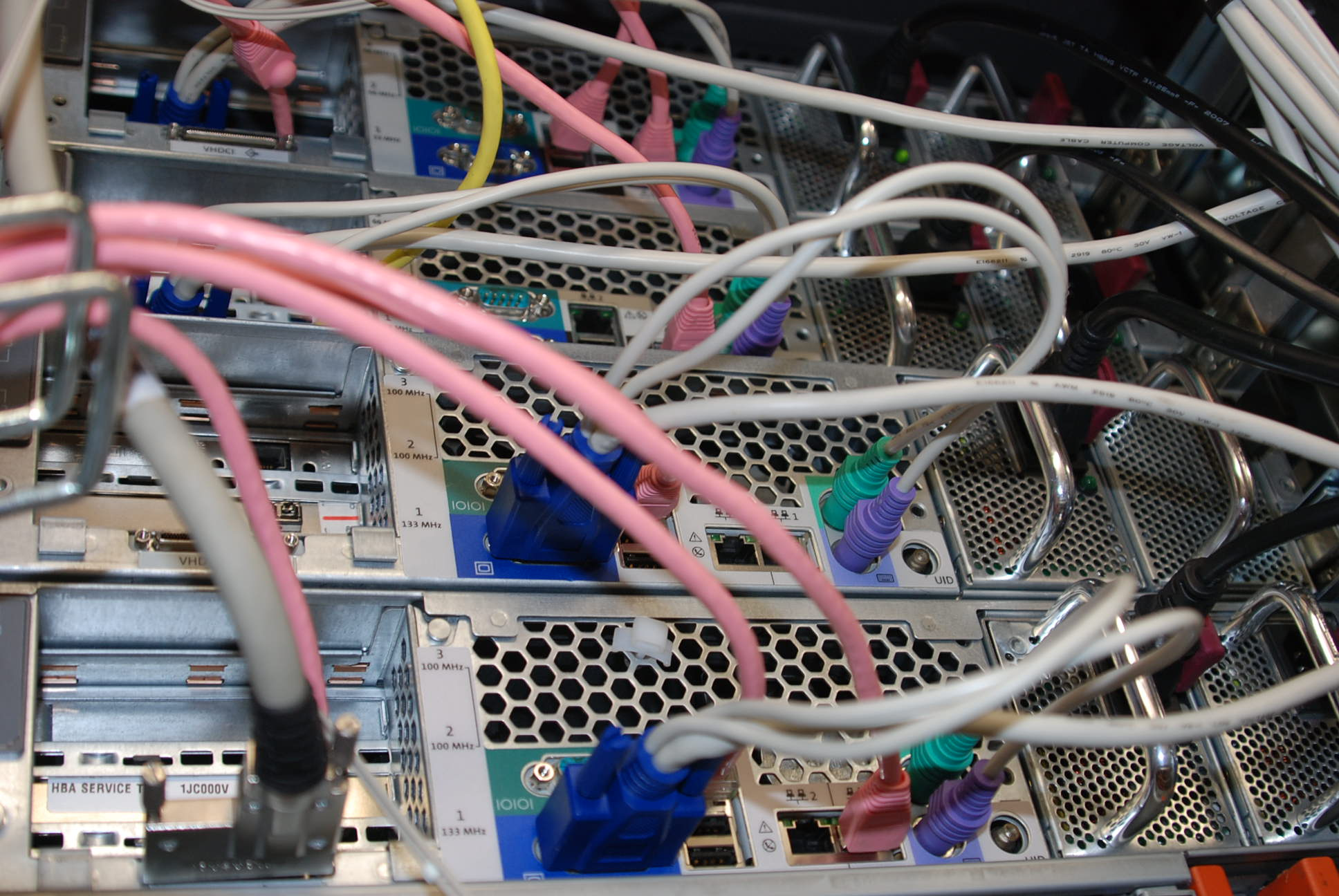
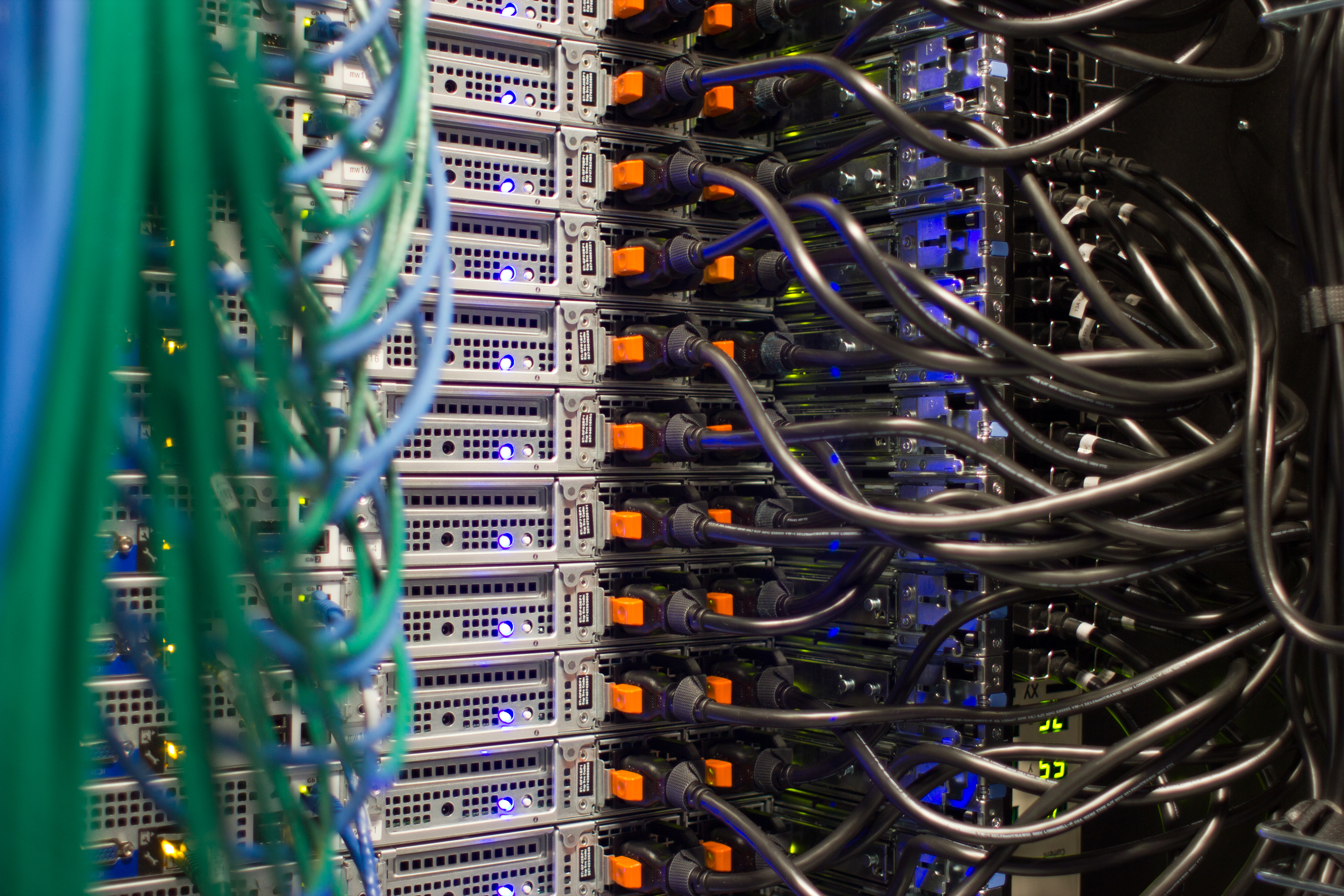
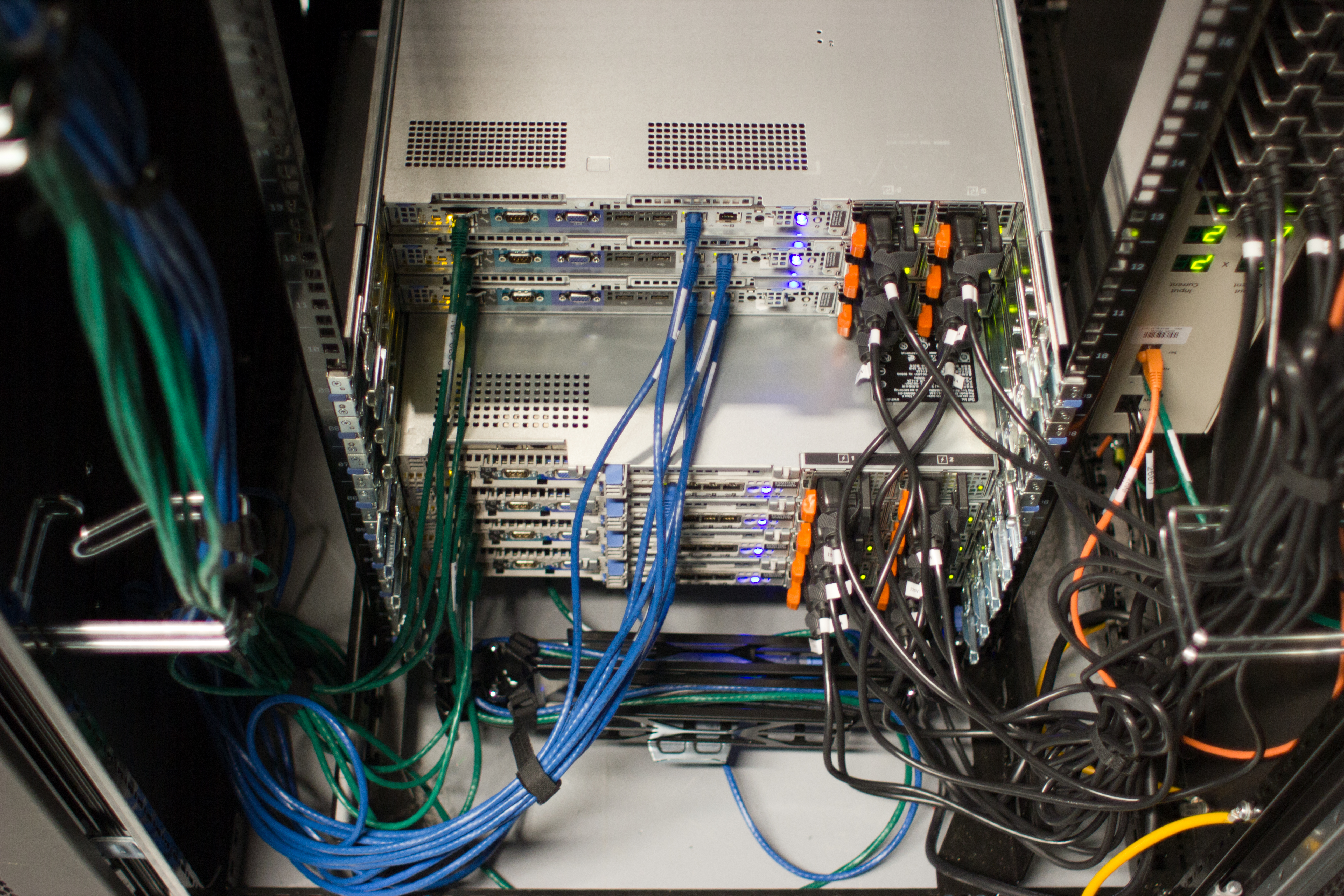

## Tipos de panel de conexiones
- De 12 puertos
- De 24 puertos
- De 48 puertos
- De 96 puertos

- Datos: Q1570652
- Multimedia: Patch panels / Q1570652